# مسجد کبود گنبد

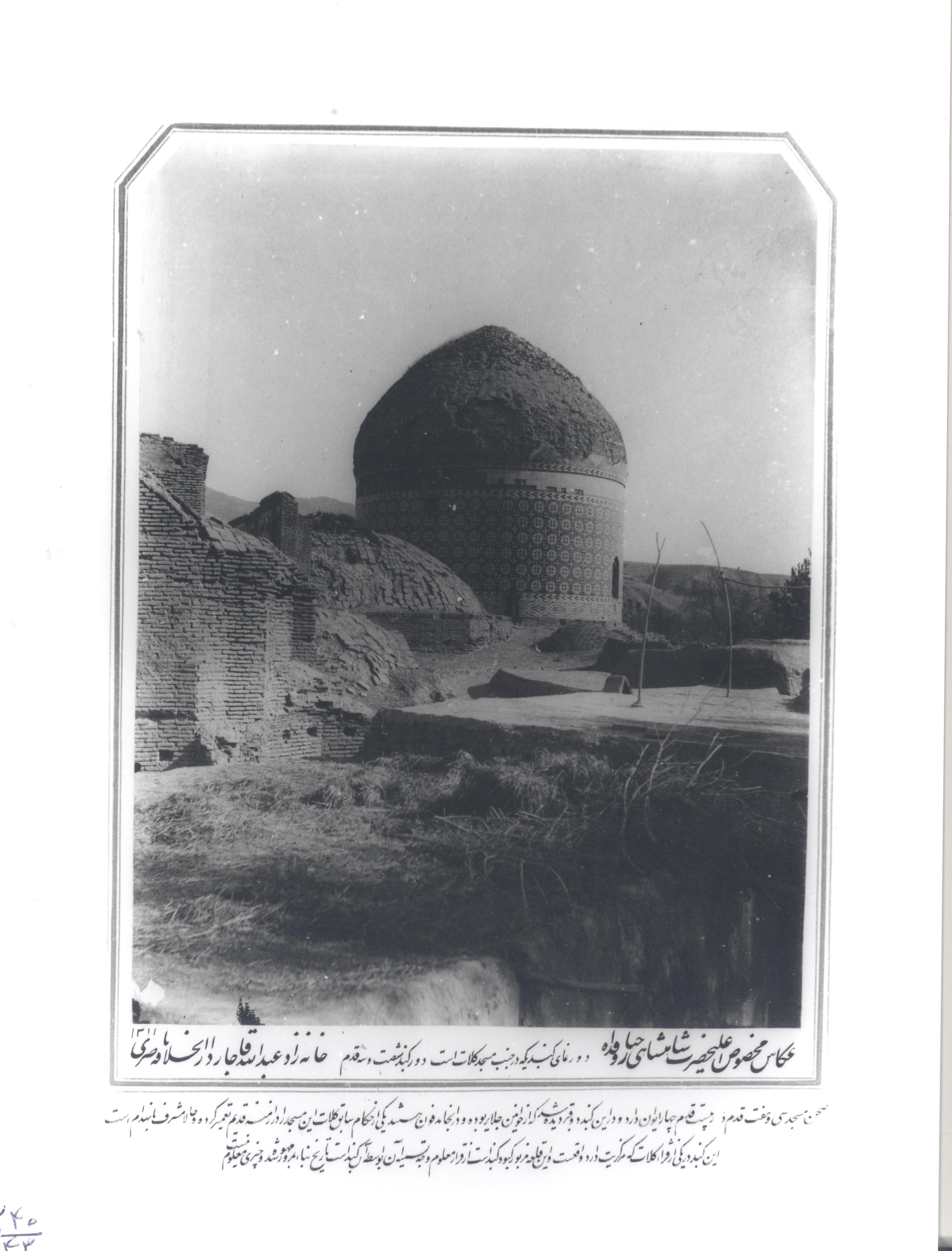
مسجد در ۱۳۱۱ هجری قمری

مسجد کبود گنبد، یا مسجد جامع بنایی مذهبی است که مورد احترام و توجه اقوام مختلف در طول تاریخ شهرستان کلات نادری بوده است و به همین علت، کاملترین هنر هنرمندان در خدمت معماری و تزئین نقوش این بنا بکار رفته است. این اثر در تاریخ ۲۳ فروردین ۱۳۴۶ با شمارهٔ ثبت ۶۶۱ به‌عنوان یکی از آثار ملی ایران به ثبت رسیده است.

## معماری
این مسجد چهار ایوانه، دارای گنبدی دو پوشه و نیلگون، صحن و طاق می‌باشد و ساقه گنبد استوانه‌ای شکل و فضای زیر گنبد یک هشت ضلعی منظم است و طول هر ضلع آن حدود ۴ متر می‌باشد.
صحن مسجد مستطیل شکل با عرض ۱۹ متر و طول ۲۷ متر است.
استفاده از کاشی هفت رنگ، مهم‌ترین عامل تزئین در بنای مسجد کبود گنبد شهرستان کلات نادربوده، که با استفاده از نقوش اسلیمی و گل و بوته در لچکی‌های بالای ایوان و رواق‌ها به کار رفته است.

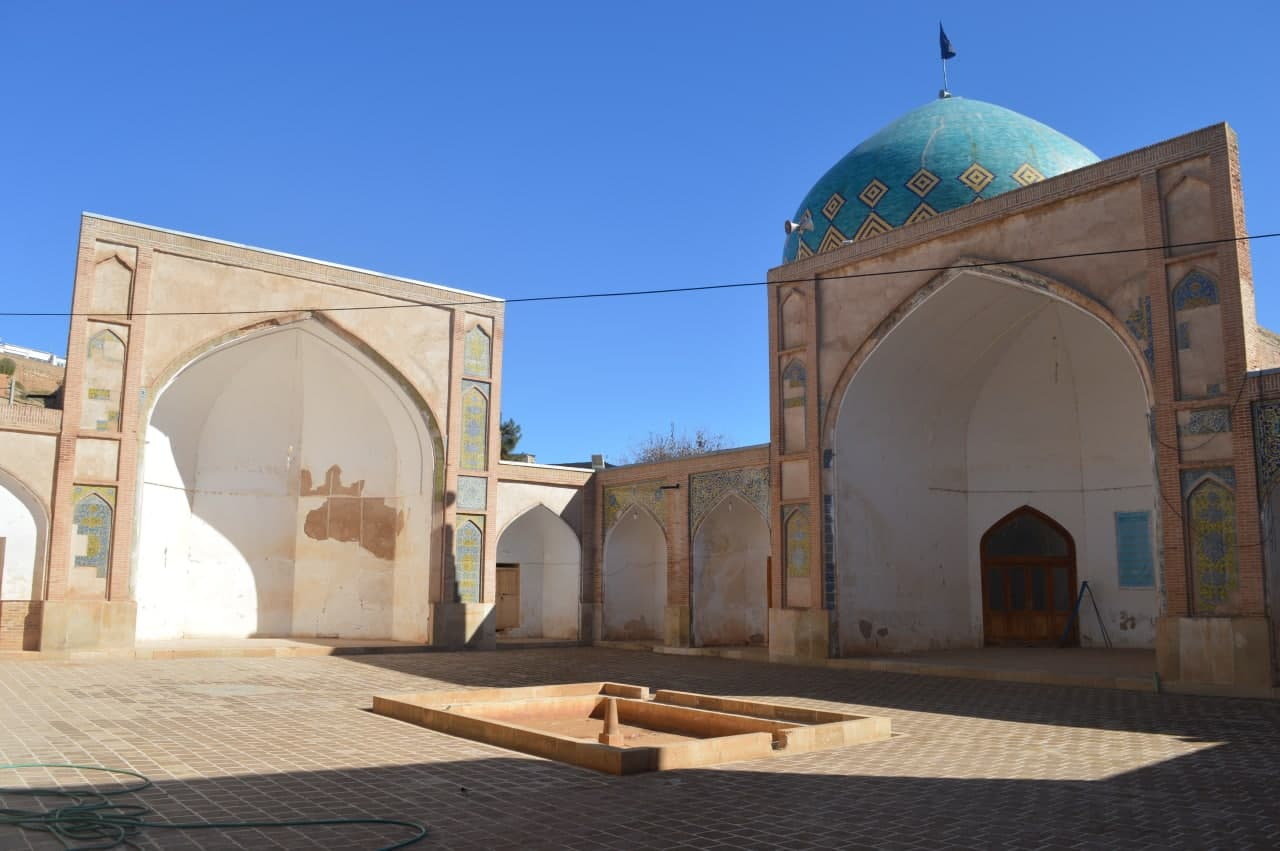
فضای داخل مسجد جامع کبودگنبد

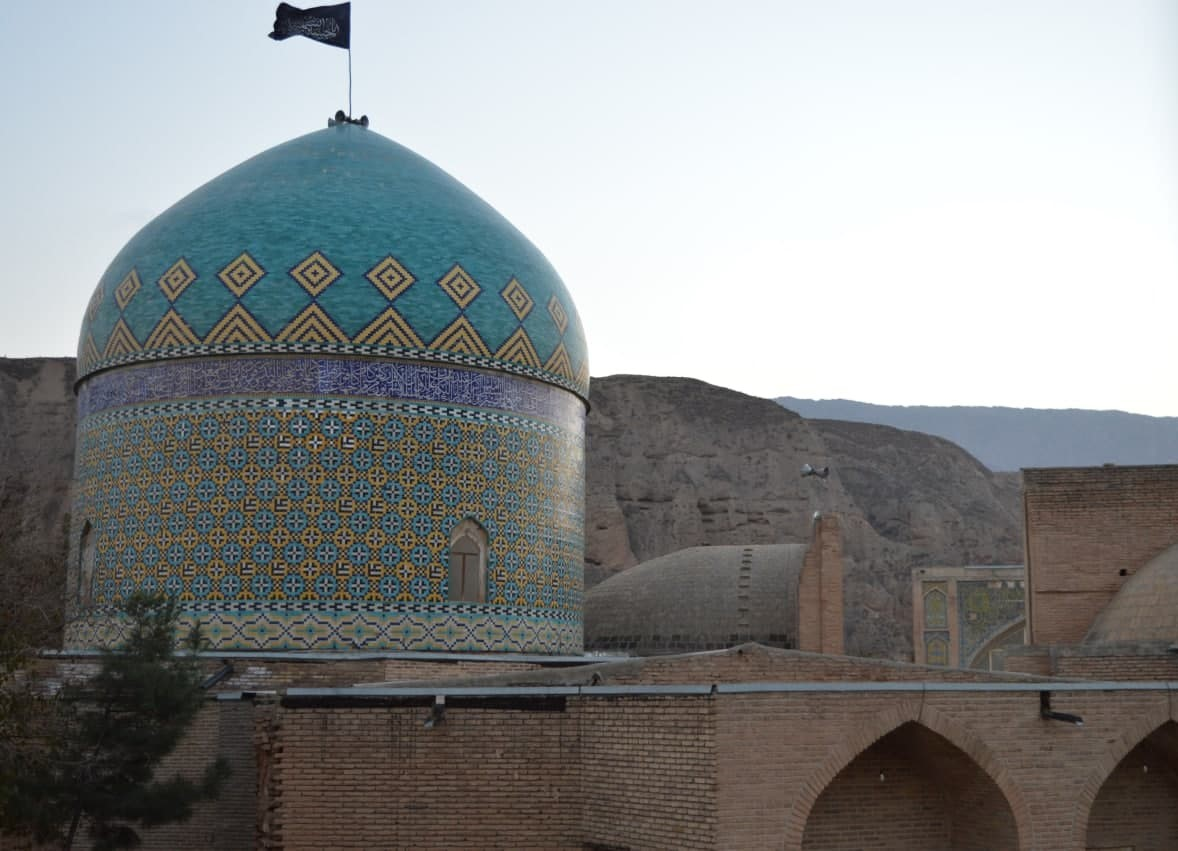
مسجد کبود گنبد کلات

## آب انبار
بنای آب انبار کلات در مجاورت ضلع شمالی مسجد کبودگنبد قرار داشته و تأمین کننده آب مورد نیاز اهالی ساکن در کبودگنبد بوده است. آب انتقال داده شده از تفرجگاه قره‌سو پس از عبور از باغ عمارت خورشید وارد این آب انبار، مسجد جامع و برخی از منازل اطراف می‌شده است.

## پیشینه تاریخی
بنای اصلی مسجد را از کارهای دوره سلجوقی می‌دانند که نادرشاه افشار نیز به نوبه خود، بیوتات و ایوان‌های اطراف آن را ساخته است.
در اطراف پیشخوان مدخل مسجد، کتیبه‌ای سنگی به خط نستعلیق مربوط به دوره قاجار نصب شده است که حکایت از تعمیر مسجد در این دوره توسط یلنگ توش خان ابن فتحعلی، حاکم کلات به سال ۱۲۵۰ هجری قمری است.
ابیات کتیبه مسجد کبود گنبد:
| در زمان شهنشه ایران         |  | شاه بن شاه تا به جد ونیا   |
| شاه گردون وقار، فتحعلی      |  | خلد والله ملکه ابداً        |
| ابن فتحلی یلنگ توش خان      |  | رفع الله دام عزه و علا     |
| افتخار قبایل اتراک          |  | پیرو خاندان آل عبا         |
| آنکه عدلش نمود فتنه بخواب   |  | وآنکه قهرش به ظلم داده فنا |
| نیست همتای او به فضل هنر    |  | نیست مانند او به جود و سخا |
| بهر تعمیر این مکان شریف     |  | از کرم برگشوده دست دعا     |
| اینقدر داد از وجوه حلال     |  | که بشد منعم اهل فقر و گدا  |
| مسجدی کز حوادث جهان         |  | بود ویران چو خانه دلها     |
| منهدم گشته بود و زیر و زبر  |  | شقف و ایوان این خجسته بنا  |
| داد توفیق پس خدای جهان      |  | تا که بنمود این بنا برپا   |
| شد ز توفیق حضرتش به کلات    |  | کعبه ثانی جدید به پا       |
| آرزوی طواف او دارند         |  | زین شرف خاک سوده سر به سما |
| هکذا! مسجدی که چشم و قلوب   |  | می‌کند از روی اکتساب و ضیا  |
| کاشی او ز رنگ آمیزی         |  | در صفا رشک گنبد مینا       |
| سال تاریخش از خرد جستم      |  | ناگهان مفسری نمود ندا      |
| عجلوا الصلات قبل الموت/۱۲۵۰ |  | هست تاریخ این خجسته بنا    |